# Havenkazerne (Schoonhoven)
De Havenkazerne is een voormalige kazerne in de stad Schoonhoven, in de Nederlandse provincie Zuid-Holland. 

## Geschiedenis
In 1412 werd aan de Oude Haven het St. Elisabethklooster gebouwd. Het werd verwoest bij de stadsbrand in 1518, maar later weer opgebouwd. Na de reformatie werden katholieke diensten verboden en werd de kerk van het klooster afgebroken, de kloostergebouwen kregen een andere bestemming. In 1627 werd op deze plaats de huidige zuidvleugel gebouwd als arsenaal. Het restant van de voormalige kloostergebouwen werd ingericht als oudevrouwenhuis (opgeheven in de 18e eeuw). In 1827 werd in het voormalige arsenaal een opslag voor hennep ingericht en op de bovenverdieping een school.

### Kazerne
In 1862 vond een grote verbouwing plaats; onder leiding van architect Anthonie Oudijk werden de oost- en noordvleugel gebouwd, waardoor een u-vorm ontstond, en kreeg het gebouw een neoclassicistisch uiterlijk. Het werd ingericht als kazerne. De Artillerie Instructie Compagnie kreeg haar plaats in het gebouw, tot zij in 1922 werd opgeheven. Tijdens de verbouwing van het stadhuis in de jaren 1920 was het gemeentebestuur in de kazerne gevestigd. Van 1946 tot 1950 werden in de kazerne dienstplichtigen die weigerden mee te vechten in de oorlog in Indonesië opgeborgen. Vervolgens was van 1953 tot 1966 de opleidingseenheid van het regiment Van Heutsz er gevestigd.

### Na 1966
Sinds 1978 is in de zuidvleugel het Nederlands Goud-, Zilver- en Klokkenmuseum (later hernoemd naar Nederlands Zilvermuseum Schoonhoven) gevestigd. De twee andere vleugels werden in 1984 verbouwd tot appartementen. Het pand is erkend als rijksmonument.